# Тьерра-Эстелья
Тьерра-Эстелья (исп. Tierra Estella; баск. Lizarrako Merindadea o Lizarrerria) — историческая область и район в провинции Наварра (Испании). Один из пяти мериндадов, на которые исторически была разделена Наварра. Главным городом мериндада является Эстелья. Границы мериндада совпадают с границами одноимённого судебного округа. Мериндад включает 72 муниципалитета и 39 фейсерий, среди которых Сьерра-де-Урбаса, Сьерра-де-Андия и Сьерра-де-Локис являются крупнейшими. Общая площадь Тьерра-Эстелья составляет 2068,6 км². Население в 2017 году составляло 66 082 человека (INE).

## География
Расположение
Тьерра-Эстелья граничит с географическими регионами Наварры Медиа на северо-востоке и Рибера на юго-востоке. На севере граничит с Де-Памплой. На юге граничит с автономным сообществом Ла-Риоха и на западе граничит с провинцией Алава, в автономной области Страна Басков.
Гидрология
От Пил Урбасы и до Катании течет река Эбо, проходя по земле Эстельи. На территории Эстельи также протекает река Эга, которая потом впадает в Эбо.
Климат
Климат Тьерры-Эстельи переходный между морским и умеренно континентальным. Среднегодовое количество осадков колеблется от 400 до 1800 мм, среднегодовая температура от 6 до 14 °С.

## Муниципалитеты
1. Абайгар
2. Абарсуса
3. Аберин
4. Айеги
5. Ансин
6. Арас
7. Арманьянсас
8. Асуэло
9. Вильямайор-де-Монхардин
10. Вильятуэрта
11. Ерри
12. Кабредо
13. Легариа
14. Отейса
15. Сирауки
16. Суньига
17. Эль-Бусто